# Anytown
Anytown ou American Bully é um filme de 2009 dirigido por Dave Rodriguez.

## Sinopse
Depois de ver um vídeo violento na internet, Brandon (Matt O'Leary) comete um ato terrorista com o colega de classe.

## Elenco
| Ator/Atriz         | Papel           |
| ------------------ | --------------- |
| Matt O'Leary       | Brandon O'Leary |
| Marshall Allman    | Mike Grossman   |
| Jonathan Halyalkar | Eric Singh      |
| Sam Murphy         | Bo Aznabev      |
| Ross Britz         | Kyle Castranovo |
| Brooke Johnson     | Michelle        |
| Meghan Stansfield  | Charlotte       |
| Paul Ben-Victor    | Diretor Wheeler |
| Natasha Henstridge | Carol Mills     |

## Recepção
Em sua crítica na Variety, Robert Koehler disse que "representando uma grande melhoria para o diretor/co-roteirista Dave Rodriguez em seu projeto anterior, Push, de 2006, o novo drama aperta os parafusos e gera uma tensão dolorosa, algumas aparentemente influenciadas pelos filmes mais cansativos de Michael Haneke."